# Иван Мелников (иконописец)
Вижте пояснителната страница за други личности с името Иван Мелников.
Иван Юстинович Мелников (на руски: Иван Иустинович Мельников; на сръбски: Иван Мељников или Ivan Meljnikov; на македонска литературна норма: Иван Мелников) е виден руски художник, иконописец и сценограф, работил в Югославия и Съединените американски щати.
Той е сред най-плодовитите руски иконописци в чужбина, като запазените му творби са над 7000.

## Биография

### В Кралска Югославия
Роден е на 27 август 1896 година в столицата на Руската империя Санкт Петербург. Завършва Императорската академия на изкуствата. След Болшевишката революция в Русия емигрира в Кралството на сърби, хървати и словенци и отваря ателие за иконопис и светска живопис в Битоля.
Първият му иконостас е изписан в 1921 година за новоизградената църква „Свети Никола“ в Наколец, на брега на Преспанското езеро. В Битоля негово дело са иконите на иконостаса на „Рождество Богородично“, „Света Петка“, стенописи в „Света Неделя“, отделни икони в руската църква „Света Троица“, както и в Битолската митрополия, където е автор и на портрети на митрополити. Изписва също така църквите „Свети Никола Дримени“ в Струга, „Свети Анастасий“ в манастира „Свети Наум“, три иконостаса в Манастирец край Дебър, „Свети Теодор Тирон“ в Долно Сърбци. Изписва също така Калищкия манастир, „Свети Никола“ в Сопотница, „Свети Илия“ в Жван.
Работи в други райони на Югославия - в църквите „Свети Прокопий“ и „Свети Георги“ край Чачак, в церквата „Възнесение Господне“ в село Осечине близо до Валево, в манастира „Преображение Господне“ в Овчарско (1940). Заедно с Николай Майендорф участва в реставрацията на манастира Жича. За храма „Свети Сава“ в манастира Мелников създава единствен по рода си перлен иконостас. Автор е и на величествения иконостас на църквата „Света Богородица“ в Чайниче.
През иконописната му школа минават над 50 учениици, сред които е и известният сръбски иконописец Младомир Тодорович. Мелников е член на парижкото общество „Икона“ и поддържа връзки с Института „Кондаков“ в Прага.

### Във Федерална Югославия
След установяването на комунистическия режим в Югославия, в 1946 година започва да работи като сценограф в Битолския народен театър, за който оформя над 60 постановки. Първото му дело като сценограф е постановката „Народен пратеник“ от Бранислав Нушич в 1948 година. Следват „Еснафи“ от Максим Горки (1949), „Милион мъченици“ от Ристо Кърле (1949), „Печалбари“ от Антон Панов (1950), „Задруга“ от Коле Чашуле (1951), „Всички мои синове“ от Артър Милър (1952), „Бедната невеста“ от Александър Островски (1953), „Кощана“ от Борисав Станкович (1954) и други. Сценографиите на Мелников излизат извън рамките на натурализма и внасят вдъхновение с дискретна склонност към стилизация.

### В Северна Америка
Емигрира в Съединените щати, където отново се отдава на иконопис. Негови са 40-те иконостасни икони в сръбската катедрала в Ню Йорк „Свети Сава“, изписани в 1962 година. Автор е и на иконите в „Свети Николай“ в Джонстаун, Пенсилвания (1965) и в „Успение Богородично“ в Уиндзър, Канада (1968 – 1969).
Умира след 1969 година.